# Waschhaus Rue des Auges (Asnières-sur-Oise)

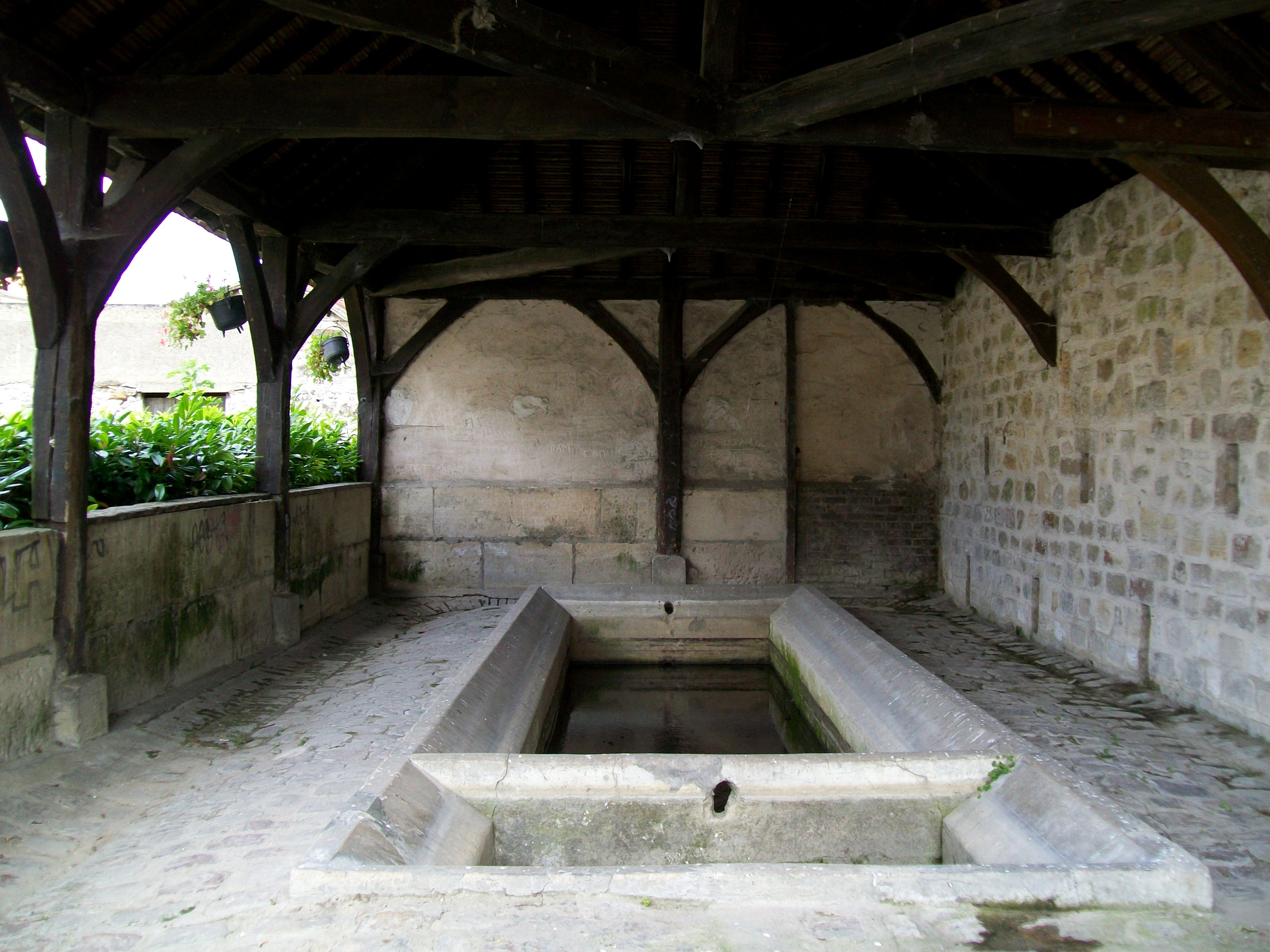
Waschhaus in Asnières-sur-Oise

Das Waschhaus (französisch lavoir) in Asnières-sur-Oise, einer französischen Gemeinde im Département Val-d’Oise in der Region Île-de-France, wurde ursprünglich vor 1741 errichtet und 1834 erneuert. Das öffentliche Waschhaus steht an der Rue des Auges. 
Im überdachten Waschhaus befindet sich zentral ein rechteckiges und geteiltes Becken, sodass die Wäscherinnen ihre Arbeit bei jedem Wetter verrichten konnten.